# Aeroportul Ferdinand Lumban Tobing
Aeroportul Ferdinand Lumban Tobing (IATA: FLZ, ICAO: WIMS) este un aeroport din Sibolga, North Sumatra⁠(d), Indonezia ce deservește zona Sibolga. A fost numit după Ferdinand Lumban Tobing⁠(d).
Situat la o altitudine de 10 m, aeroportul dispune de o singură pistă.